# Siriu (sit SCI)
Siriu este o arie protejată (arie specială de conservare — SAC, sit de importanță comunitară — SCI) din România, desemnată în scopul protejării biodiversității și menținerii într-o stare de conservare favorabilă a florei spontane și faunei sălbatice, precum și a habitatelor naturale de interes comunitar aflate în arealul zonei de protecție. Acesta este situat în nord-estul Muntenei, pe teritoriile județelor Covasna și Buzău.

## Localizare
Aria naturală se întinde în extremitatea nord-vestică a județului Buzău, pe teritoriile administrative ale comunelor Chiojdu și Siriu; și în cea sud-estică a județul Covasna, pe teritoriul orașului Întorsura Buzăului. Situl este străbătut de drumul național DN10, care leagă orașul Nehoiu de Întorsura Buzăului.

## Înființare
Zona a fost declarată sit de importanță comunitară prin Ordinul Ministerului Mediului și Dezvoltării Durabile Nr.1964 din 13 decembrie 2007 (privind instituirea regimului de arie naturală protejată a siturilor de importanță comunitară, ca parte integrantă a rețelei ecologice europene Natura 2000 în România) și se întinde pe o suprafață de 6.242,2 hectare. Situl a fost protejat și ca arie specială de conservare în mai 2022.

## Biodiversitate
Situl reprezintă o zonă montană (pajiști naturale, stepe, păduri de foioase, păduri de conifere și păduri în amestec) încadrată în bioregiunea alpină a Carpaților de Curbură (grupa sudică a Carpaților Orientali); ce conservă habitate naturale de tip: Comunități de lizieră cu ierburi înalte higrofile de la nivelul câmpiilor, până la cel montan și alpin, Păduri de fag de tip Asperulo-Fagetum, Păduri de fag de tip Luzulo-Fagetum, Păduri acidofile de Picea abies din regiunea montană (Vaccinio-Piceetea), Păduri aluviale cu Alnus glutinosa și Fraxinus excelsior (Alno-Padion, Alnion incanae, Salicion albae), Tufărișuri alpine și boreale, Turbării active și Vegetație lemnoasă cu Myricaria germanica de-a lungul râurilor montane și protejază specii importante din fauna, ihtiofauna și flora Orientalilor.
La baza desemnării sitului se află câteva specii faunistice enumerate în anexa I-a a Directivei Consiliului European 92/43/CE din 21 mai 1992 (privind conservarea habitatelor naturale și a speciilor de faună și floră sălbatică), printre care trei mamifere: urs brun (Ursus arctos), lup cenușiu (Canis lupus) și râs eurasiatic (Lynx lynx); două specii de pești: zglăvoacă (Cottus gobio) și mreană vânătă (Barbus meridionalis); și doi amfibieni: ivorașul-cu-burta-galbenă (o broască din specia Bombina variegata) și tritonul cu creastă (Triturus cristatus). Printre plantele protejate enumerate în aceeași anexă se află și o specie rară de clopoțel de munte (Campanula serrata).
Alte specii de mamifere, reptile, amfibieni și pești și semnalate în arealul sitului: cerb (Cervus elaphus), capră neagră (Rupicapra rupicapra), căprioară (Capreolus capreolus), mistreț (Sus scrofa), vulpe roșcată (Vulpes vulpes), nevăstuică (Mustela nivalis), jder de copac (Martes martes), jder de piatră (Martes foina), viperă (Vipera berus), brotac verde de copac (Hyla arborea), broasca roșie de munte (Rana temporaria), păstrăv (Salmo trutta fario),  boiștean (Phoxinus phoxinus).

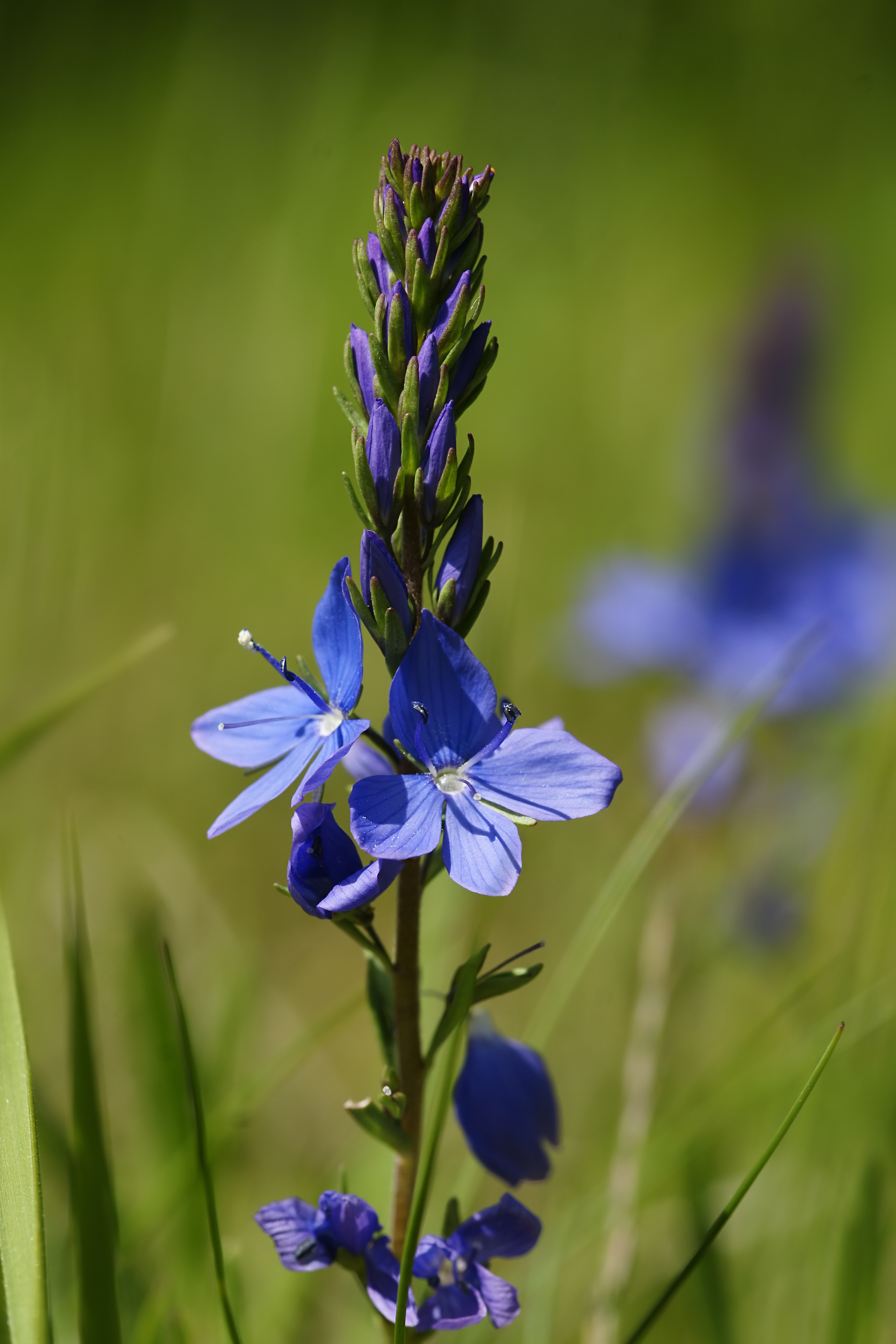
Veronica prostrata

Printre elementele floristice semnalate în arealul sitului (alături de clopoțelul de munte) vegetează câteva specii vegetale rare (unele protejate la nivel european prin aceeași Directivă CE 92/43/CE din 21 mai 1992); printre care: știr târâtor (Amaranthus blitoides), coada șoricelului (Achillea pannonica), năfturică (Artemisia annua), peliniță (Artemisia austriaca), ciucușoară (Alyssum murale), mutătoare (Bryonia alba), schinduc (Conioselinum tataricum), urda-vacii (Cardaria draba), clopoței (Campanula carpatica), nemțișor de câmp (Consolida regalis), brândușele (Crocus banaticus), brândușă de toamnă (Colchicum autumnale), orhidee (cu specii de: Cephalanthera longifolia, Dactylorhiza cordigera), Mâna Maicii Domnului (Dactylorhiza maculata), buzișor (Corallorhiza trifida), garofiță (cu specii de: Dianthus carthusianorum și  Dianthus giganteus), garofiță albă de stânci (Dianthus spiculifolius), degețel galben (Digitalis grandiflora), bozior (Dactylorhiza sambucina), viutoare (Empetrum nigrum ssp. hermaphroditum), ciocul-berzei (Geranium sanguineum), ghințură (Gentiana utriculosa), ghințură galbenă (Gentiana lutea), săbiuță (Gladiolus imbricatus), vanilie sălbatică (Heliotropium europaeum), cioroi (Inula salicina), varza iepurelui (Ligularia glauca), lopățea (Lunaria rediviva), buhai (Listera ovata), brei (Mercurialis perennis), trifoi de baltă (Menyanthes trifoliata), sugătoare (Monotropa hypopitys), sângele voinicului (Nigritella nigra), sparcetă (Onobrychis viciifolia), bănică (Phyteuma orbiculare), firuță (Poa remota), smârdar (Rhododendron myrtifolium), coacăz de munte (Ribes alpinum), molotru (Trigonella procumbens), măzăriche de pădure (Vicia sylvatica), coada mielului (Veronica prostrata), ruțișor (Thalictrum foetidum), orz pădureț (Hordelymus europaeus), sau pir-gros (Cynodon dactylon)

## Căi de acces
- Drumul național DN10 pe ruta: Buzău - Măgura - Viperești - Cislău - Lunca - Pătârlagele - Nehoiu - Lunca Jariștei - Siriu.

## Monumente și atracții turistice
În vecinătatea sitului se află câteva obiective de interes istoric, cultural și turistic; astfel:

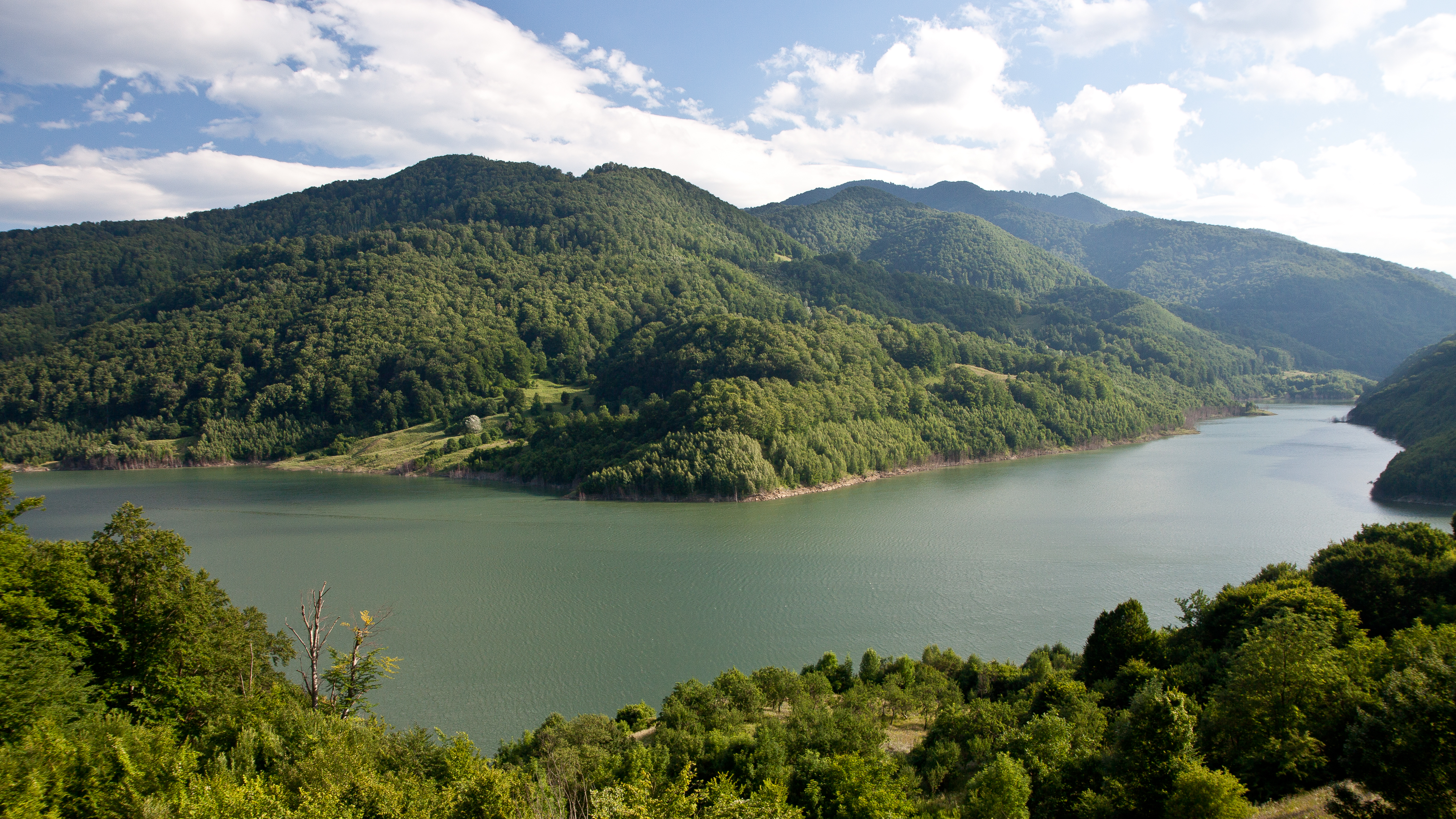
Lacul Siriu

- Ansamblul bisericii "Sf. Împărați" din satul Lunca Priporului (biserica de lemn și clopotnița), construcție secolul al XIX-lea, monument istoric.
- Casa cu blazoane din Chiojdu, construcție secolul al XVIII-lea, monument istoric.
- Situl arheologic de la Mlăjet (sec. XVI - XIX, sec. XI - XII, Epoca medievală timpurie, sec. I a. Chr, Latène, mil. III - II, Epoca bronzului).
- Lacul Siriu, lac de acumulare de pe râul Buzău, format în urma construcției, în perioada 1982-1994, a barajului de la Siriu și a hidrocentralei Nehoiașu.